# Christel Augenstein
Christel Augenstein (* 15. Juli 1949 in Erfurt) ist eine deutsche FDP-Politikerin, die von 2001 bis 2009 Oberbürgermeisterin der Stadt Pforzheim war.

## Leben
Nach der Grundschule in Engelsbrand und Niefern besuchte sie das Hilda-Gymnasium in Pforzheim. Die Fachhochschule für Finanzen in Karlsruhe, Fachrichtung Steuerverwaltung und der Abschluss als Diplom-Finanzwirtin waren Voraussetzungen für den gehobenen Dienst als Finanzbeamtin der Stadt Pforzheim. Anschließend besuchte sie die Verwaltungs- und Wirtschaftsakademie Karlsruhe und wurde 1978 Steuerbevollmächtigte.

## Politik
Augenstein war ab 1990 in Pforzheim als Stadträtin aktiv, davon fünf Jahre als stellvertretende Fraktionsvorsitzende der FDP-Fraktion im Gemeinderat, deren Vorsitzende sie am 1. März 2001 wurde. Bei der Pforzheimer Oberbürgermeister-Wahl am 20. Mai 2001 errang sie 53 % der Stimmen. Am 23. Juli 2001 trat sie das Amt an. Sie war die erste Frau an der Spitze der Pforzheimer Stadtverwaltung und während dieser Zeit das einzige FDP-Mitglied, das in Deutschland eine Großstadt regierte. Christel Augenstein stellte sich bei der Oberbürgermeisterwahl am 7. Juni 2009 erneut zur Wahl. Nachdem weder sie mit 40,4 % noch ihr Herausforderer Gert Hager (SPD) mit 43,8 % im ersten Wahlgang die erforderliche absolute Mehrheit der abgegebenen Stimmen erreicht hatten, kam es am 28. Juni 2009 zum zweiten Wahlgang, in dem die einfache Mehrheit genügte. In dieser Stichwahl unterlag Christel Augenstein mit 39,6 % der abgegebenen Stimmen gegen Gert Hager mit 60,2 %. Gert Hager trat am 23. Juli 2009 die Nachfolge von Christel Augenstein an.
Das Hauptaugenmerk in ihrer Amtszeit galt der Konsolidierung des städtischen Haushalts. Es wurden unter anderem folgende Projekte umgesetzt:
- Das Neubaugebiet „Tiergarten“ wurde über die Konversionsmaßnahme „Buckenbergkaserne“ entwickelt.
- Es wurde eine zweite Auffahrt in das Gebiet „Buckenberg“ gebaut. Zudem hat die Stadt Pforzheim mit dem Autobahnanschluss „Pforzheim-Süd“ an der A 8 eine vierte Autobahnauffahrt erhalten.
- Das Städtische Klinikum wurde privatisiert. Hierdurch wurde der Haushalt der Stadt Pforzheim jährlich um mehrere Millionen entlastet.
- Die Kinderbetreuung, auch für Unter-Dreijährige, wurde ausgebaut. Mehrere Ganztagesschulen wurden eingerichtet.
- Mehrere Schulen wurden renoviert und teilweise generalsaniert. Die Alfons-Kern-Schule erhielt einen Neubau, der Neubau des Hilda-Gymnasiums mit einer Sporthalle für 2000 Besucher wurde geplant.

Augenstein und die Mehrheit des Gemeinderats erhielten vom Landesverband des Vereins Mehr Demokratie die Negativauszeichnung Demokratiegurke 2007, da sie nach Auffassung des Vereins das Bürgerbegehren gegen die Privatisierung der Verkehrsbetriebe mit „vielfältigen Aktivitäten“ scheitern ließen.

### Spread Ladder Swaps
Am 24. November 2009 wurde die Privatwohnung von Christel Augenstein aufgrund eines richterlichen Beschlusses wegen des Anfangsverdachts der Untreue untersucht, im Zusammenhang mit „Spread Ladder Swaps“, spekulativen Wetten auf den Abstand zwischen dem kurz- und langfristigem Zinsniveau. Hierdurch sollte der Stadt Pforzheim ein Schaden von bis zu 77 Millionen Euro drohen. Die Stadt bezifferte den Schaden zuletzt auf ca. 55 Mio. Euro, wovon J. P. Morgan 35 Mio. ersetzte. Den danach verbleibenden Schaden von ca. 20 Mio. sah das Landgericht Frankfurt bei 11,6 Mio., den die Deutsche Bank nach einem Vergleich zu zwei Dritteln (7,75 Mio.) trug. Im Februar 2013 wurde Anklage wegen schwerer Untreue erhoben. Das Landgericht Mannheim verurteilte Augenstein 2017 wegen Untreue zu einer Bewährungsstrafe von einem Jahr und acht Monaten. Auf Augensteins Revision hin hob der Bundesgerichtshof (BGH) mit Beschluss vom 19. September 2018 — 1 StR 194/18 das Urteil auf und verwies die Sache zur erneuten Verhandlung an eine andere Wirtschaftsstrafkammer des Landgerichts. Der BGH führt aus, dass die Angeklagten durch den Abschluss der verfahrensgegenständlichen Verträge jeweils eine ihnen obliegende Vermögensbetreuungspflicht verletzt hätten; indes trügen die Feststellungen des Landgerichts nicht die Annahme, der Stadt sei jeweils ein Vermögensnachteil durch die Derivatabschlüsse entstanden. Die Strafverteidigung von Christel Augenstein übernahm dabei ihr Anwalt und Parteifreund Wolfgang Kubicki. Am 28. Januar 2020 stellte das Landgericht Mannheim das Strafverfahren nach erfolgter Zahlung einer Geldauflage von 100.000 Euro gemäß § 153a der Strafprozessordnung endgültig ein, was auch ein Disziplinarverfahren ausschloss.

## Sonstiges Engagement
Augenstein gehört seit 2003 dem Kuratorium der Friedrich-Naumann-Stiftung für die Freiheit an.